# Potager du Dauphin

Le potager du Dauphin est un parc qui se trouve au centre de Meudon, dans le département des Hauts-de-Seine (France). Il borde l'avenue du château de Meudon. Créé au XVIIe siècle il devient domaine royal quand il est acheté par Louis XIV pour le Grand Dauphin. Vendu comme bien national lors de la Révolution française, il passe en diverses mains et est acquis par les Jésuites en 1946, qui en font un internat pour jeunes Russes en exil.
En 2002, la vente à des promoteurs immobiliers du parc est envisagée. Sous la pression d'associations,, la ville de Meudon procède finalement à son rachat et l’ouvre au public.

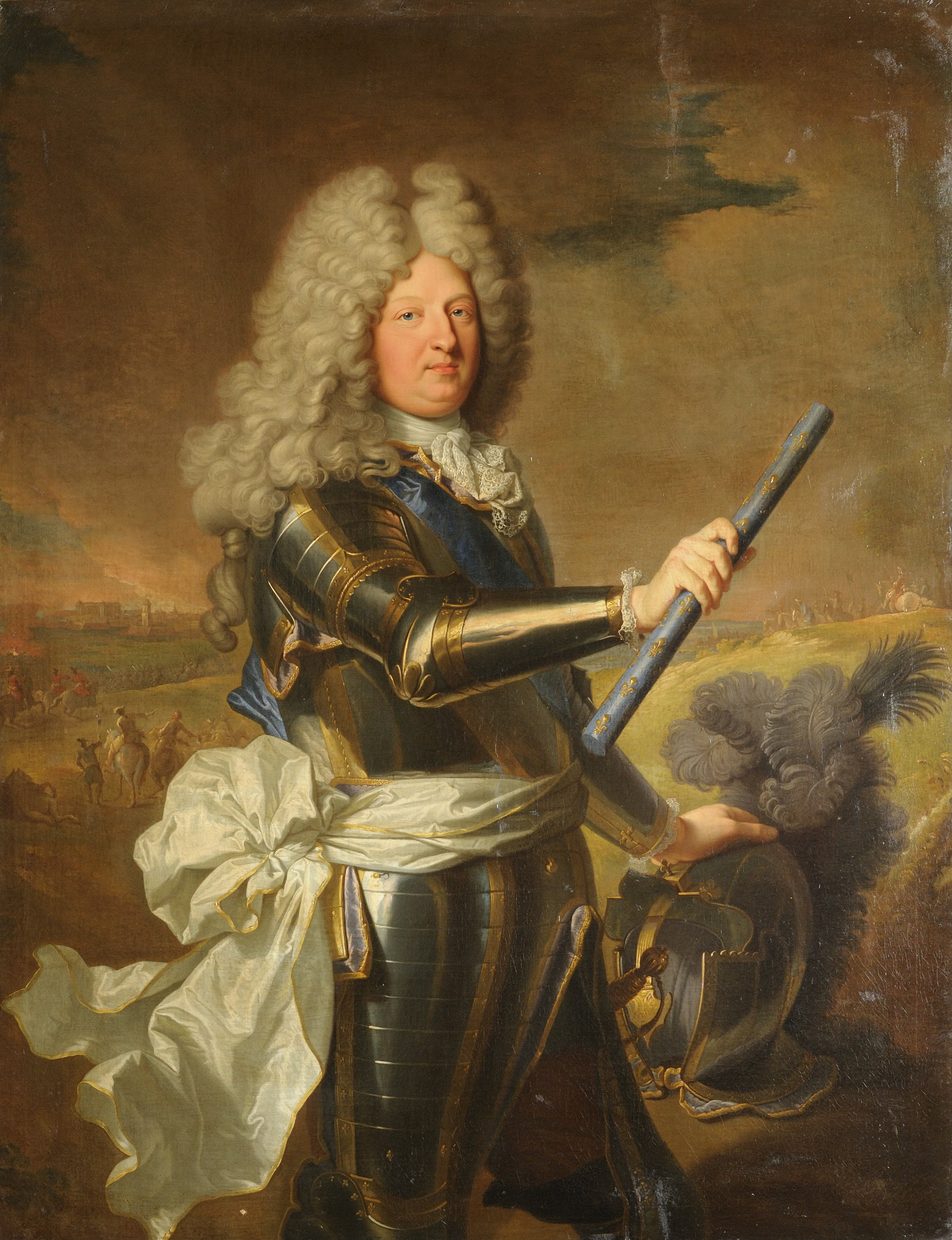
Portrait du Grand Dauphin, Louis de France (1661-1711).

## Histoire
Le marquis de Louvois, ministre du roi Louis XIV, acquiert le domaine de Meudon en 1679. Le domaine, qui s'est constitué pendant près d'un siècle et demi, est déjà très abouti. Louvois souhaitait avoir un potager de très grande dimension - presque aussi grand que la terrasse actuelle du château -  afin de subvenir aux besoins du château. Il le fit construire du côté de l'avenue du château.

### Domaine royal
À la mort de Louvois, Louis XIV l'achète pour y loger le Grand Dauphin, son fils et héritier du trône, qui s'y installe avec sa cour, en tant que deuxième personnage de l'État. Le « potager du château » devient « royal » en alimentant les tables du Grand Dauphin, installé au château de Meudon, et celles du Roi, à Paris et à Versailles. 
À la Révolution française, le potager est vendu comme bien national et devient une propriété privée. Par la suite, la famille Odier acquiert le terrain en 1824 et le conserve jusqu'en 1880 environ ; elle y fait construire la maison actuelle. La propriété est ensuite acquise en 1881 par Prosper Porto-Riche, qui fait construire des communs, séparés par une vaste cour vitrée qui servait notamment pour panser les chevaux.

### Institut jésuite pour les Russes
Le potager est acquis en 1946 par la Compagnie de Jésus, qui y fonde l'Internat Saint-Georges, tenu par des pères Jésuites afin d'accueillir les jeunes Russes (chrétiens orthodoxes) en exil. Leur appartenance à l’Église orthodoxe russe est respectée, y compris dans la célébration du culte. 
Quelques transformations sont faites : une chapelle byzantine est créée dans ce qui était autrefois une serre. La cour vitrée devient une bibliothèque riche de 100 000 ouvrages en langues slaves. L’effigie de saint Georges est toujours visible sur le mur extérieur. À l’intérieur, des fresques sont peintes par le père Igor.  
À la chute de l'URSS et la fin des persécutions religieuses, l'Internat Saint-Georges perd progressivement de son attrait, car les jeunes Russes préfèrent aller étudier directement en Russie, plutôt qu'à Meudon. C'est pourquoi les pères Jésuites vendent cette propriété en 2002.

### Parc et jardin public
Le potager du Dauphin est alors acquis par la ville de Meudon, qui entreprend des travaux de restauration du parc, de la maison et des annexes. En se portant acquéreur, la ville de Meudon sauvegarde ce patrimoine historique, culturel et écologique de la promotion immobilière. Il abrite quinze ateliers d’artisans d’art, parmi lesquels l'atelier d'héliogravure de Fanny Boucher.
Dans l’ancienne chapelle ont lieu des ateliers de balalaïkas, de chant, de piano, d’enseignement de la langue russe, d’enluminure et d’art de l’icône et les bâtis destinés aux métiers de l'art et la culture sont ouverts au public.
Le parc de 15 000 m² est aujourd'hui ouvert au public.